# Chmielów Zagumnie
Chmielów Zagumnie – przystanek osobowy w Chmielowie, w województwie podkarpackim, w Polsce, otwarty 16 października 2016. Inwestycja Polskich Linii Kolejowych wyniosła blisko 800 tys. zł.

## Ruch pasażerski
| Rok  | Wymiana pasażerska na dobę |
| ---- | -------------------------- |
| 2017 | 0-9                        |
| 2022 | 0-9                        |